# Letni Puchar Świata w narciarstwie alpejskim kobiet 2014
Letni Puchar Świata w narciarstwie alpejskim kobiet była to kolejna edycja tej imprezy. Cykl ten rozpoczął się w Ravascletto (Włochy) 7 czerwca 2014 roku, a zakończył 7 września 2014 roku w Predklasteri (Czechy).
W klasyfikacji generalnej cyklu zwyciężyła reprezentantka Austrii Kristin Hetfleisch, która wyprzedziła Słowaczkę Barbarę Míková.

## Podium zawodów

### Indywidualnie
| Lp  | Data             | Miejscowość  | Dyscyplina      | 1. Miejsce         | 2. Miejsce         | 3. Miejsce         |
| --- | ---------------- | ------------ | --------------- | ------------------ | ------------------ | ------------------ |
| 1.  | 7 czerwca 2014   | Ravascletto  | Slalom          | Adela Kettnerova   | Kristin Hetfleisch | Lisa Wusits        |
| 2.  | 8 czerwca 2014   | Ravascletto  | Slalom          | Adela Kettnerova   | Lisa Wusits        | Ilaria Sommavilla  |
| 3.  | 28 czerwca 2014  | Marbachegg   | Gigant          | Kristin Hetfleisch | Jaqueline Gerlach  | Ingrid Hirschhofer |
| 4.  | 29 czerwca 2014  | Marbachegg   | Supergigant     | Kristin Hetfleisch | Barbara Míková     | Ingrid Hirschhofer |
| 6.  | 18 lipca 2014    | Kaprun       | Supergigant     | Barbara Míková     | Adela Kettnerova   | Kristin Hetfleisch |
| 7.  | 19 lipca 2014    | Kaprun       | Superkombinacja | Barbara Míková     | Kristin Hetfleisch | Adela Kettnerova   |
| 8.  | 20 lipca 2014    | Kaprun       | Gigant          | Kristin Hetfleisch | Barbara Míková     | Ilaria Sommavilla  |
| 9.  | 7 sierpnia 2014  | Dizin        | Gigant          | Zawody odwołane    | Zawody odwołane    | Zawody odwołane    |
| 10. | 8 sierpnia 2014  | Dizin        | Supergigant     | Zawody odwołane    | Zawody odwołane    | Zawody odwołane    |
| 11. | 22 sierpnia 2014 | Rettenbach   | Supergigant     | Barbara Míková     | Kristin Hetfleisch | Lisa Wusits        |
| 12. | 23 sierpnia 2014 | Rettenbach   | Gigant          | Barbara Míková     | Ingrid Hirschhofer | Daniela Krueckel   |
| 13. | 24 sierpnia 2014 | Rettenbach   | Superkombinacja | Jaqueline Gerlach  | Kristin Hetfleisch | Lisa Wusits        |
| 14. | 5 września 2014  | Predklasteri | Supergigant     | Adela Kettnerova   | Barbara Míková     | Kristin Hetfleisch |
| 15. | 6 września 2014  | Predklasteri | Gigant          | Barbara Míková     | Kristin Hetfleisch | Yukiyo Shintani    |
| 16. | 7 września 2014  | Predklasteri | Slalom          | Yukiyo Shintani    | Kristin Hetfleisch | Barbara Míková     |

### Drużynowy slalom równoległy
| Data            | Miejsce      | Zwycięzcy       | 2. miejsce      | 3. miejsce      |
| 5 września 2014 | Predklasteri | Zawody odwołane | Zawody odwołane | Zawody odwołane |

## Klasyfikacja generalna
Klasyfikacja po zakończeniu sezonu
| Lp. | Zawodnik           | Punkty |
| --- | ------------------ | ------ |
| 1.  | Kristin Hetfleisch | 1195   |
| 2.  | Barbara Míková     | 1145   |
| 3.  | Ingrid Hirschhofer | 785    |
| 4.  | Jaqueline Gerlach  | 727    |
| 5.  | Adela Kettnerowa   | 630    |
| 6.  | Lisa Wusits        | 515    |
| 7.  | Dominika Dudikova  | 478    |
| 8.  | Daniela Krueckel   | 471    |
| 9.  | Ilaria Sommavilla  | 463    |
| 10. | Nikola Gergelyova  | 289    |
| 11. | Antonella Manzoni  | 247    |
| 12. | Yukiyo Shintani    | 210    |
| 13. | Petra Ivankova     | 204    |
| 14. | Lisa Schischkowski | 98     |
| 15. | Irina Ernst        | 52     |
| 16. | Chiara Milesi      | 22     |